# Anne Marie Louise de La Tour d'Auvergne
Anne Marie Louise de La Tour d'Auvergne (Parigi, 1º agosto 1722 – Parigi, 19 settembre 1739) è stata una nobile francese, moglie di Charles de Rohan. Fu Marchesa di Gordes e Contessa di Moncha per suo proprio diritto oltre a Principessa di Soubise per matrimonio. Morì di parto all'età di diciassette anni.

## Biografia
Nata all'Hôtel de Bouillon da Emmanuel Théodose de La Tour d'Auvergne (1668–1730), Duca di Bouillon e dalla sua terza moglie Anne Marie Christiane de Simiane, fu l'unico figlio della coppia. Sua madre morì l'8 agosto 1722, sette giorni dopo aver partorito Anne Marie.
Suo padre era figlio di Goffredo Maurizio de La Tour d'Auvergne e Maria Anna Mancini, quest'ultima era una nipote del Cardinale Mazzarino ed una famosa salottiera dei suoi tempi.
Titolata come Mademoiselle de Bouillon, era stata promessa a Charles de Rohan sin dall'età di undici anni. Il titolo nobiliare fu confiscato nel 1789. Lui era maggiore di sette anni di lei ed era il figlio maggiore di Jules de Rohan, Principe di Soubise ed Anne Julie de Melun.
Nel 1737, fu presentata a corte da Marie Sophie de Courcillon (1713–1756), seconda moglie di Hercule Mériadec de Rohan nonno di suo marito. Presente alla sua presentazione era la Duchessa di Tallard, prozia di suo marito e Governante dei figli di Francia.
La coppia si sposò infine il 29 dicembre 1734. Lei aveva appena dodici anni. La coppia ebbe un solo figlio nato a Parigi nel 1737 e battezzato Carlotta Elisabetta Goffreda. Fu presentata a corte per mezzo dei rapporti di suo marito, la Principessa di Rohan. Fu Marchesa di Gordes e Contessa di Moncha, entrambi i titoli passarono a sua figlia alla sua morte. Anne Marie Louise era l'erede della sua famiglia materna, i Simiane che erano originari della Provenza ed erano stati gli ereditari Conti di Moncha, la linea termina con la madre di Anne Marie.
Anne Marie Louise morì a Parigi all'Hôtel de Soubise all'età di diciassette anni nel dare alla luce un figlio maschio a cui fu dato il titolo di conte di Saint-Pol; morì nel 1742. Suo marito si risposò altre due volte; per la seconda volta con Anne Thérèse de Savoie e poi con Vittoria d'Assia-Rotenburg.
Fu sepolta presso l'église de La Merci a Parigi il 29 settembre 1739; l'église de La Merci era il tradizionale luogo di sepoltura della linea di Soubise del Casato di Rohan

## Figli
- Carlotte Elisabetta Goffreda di Rohan che sposò Luigi Giuseppe, Principe di Condé ed ebbe figli; Duchessa di Borbone e Principessa di Condé in virtù del matrimoni.
- Conte di Saint Pol (settembre 1739 – maggio 1742) figlio che non fu battezzato; Anna Maria Luisa morì nel darlo alla luce

## Titoli ed appellativi
- 1º agosto 1722 – 29 dicembre 1734: Sua Altezza Mademoiselle de Bouillon
- 29 dicembre 1734 – 19 settembre 1739 Sua Altezza la Principessa di Soubise

## Ascendenza
|                                            |                            |                                       | Genitori                         |  |  | Nonni |  |  | Bisnonni                                  |  |  | Trisnonni                       |  |
|                                            |                            |                                       |                                  |  |  |       |  |  | 8. Frédéric Maurice de La Tour d'Auvergne |  |  | 16. Henri de La Tour d'Auvergne |  |
|                                            |                            |                                       |                                  |  |  |       |  |  | 8. Frédéric Maurice de La Tour d'Auvergne |  |  | 16. Henri de La Tour d'Auvergne |  |
|                                            |                            | 17. Elisabeth van Oranje-Nassau       |                                  |  |  |       |  |  | 8. Frédéric Maurice de La Tour d'Auvergne |  |  |                                 |  |
| 4. Godefroy Maurice de La Tour d'Auvergne  |                            |                                       |                                  |  |  |       |  |  | 8. Frédéric Maurice de La Tour d'Auvergne |  |  |                                 |  |
|                                            |                            | 9. Éléonore van den Bergh             | 18. Frederik van den Bergh       |  |  |       |  |  |                                           |  |  |                                 |  |
|                                            |                            | 9. Éléonore van den Bergh             | 18. Frederik van den Bergh       |  |  |       |  |  |                                           |  |  |                                 |  |
|                                            |                            | 9. Éléonore van den Bergh             | 19. Françoise de Ravenel         |  |  |       |  |  |                                           |  |  |                                 |  |
| 2. Emmanuel Théodose de La Tour d'Auvergne |                            | 9. Éléonore van den Bergh             |                                  |  |  |       |  |  |                                           |  |  |                                 |  |
|                                            |                            | 10. Michele Lorenzo Mancini           | 20. Paolo Lucio Mancini          |  |  |       |  |  |                                           |  |  |                                 |  |
|                                            |                            | 10. Michele Lorenzo Mancini           | 20. Paolo Lucio Mancini          |  |  |       |  |  |                                           |  |  |                                 |  |
|                                            |                            | 10. Michele Lorenzo Mancini           | 21. Vittoria Capocci             |  |  |       |  |  |                                           |  |  |                                 |  |
| 5. Maria Anna Mancini                      |                            | 10. Michele Lorenzo Mancini           |                                  |  |  |       |  |  |                                           |  |  |                                 |  |
|                                            |                            | 11. Girolama Mazzarini                | 22. Pietro Mazzarino             |  |  |       |  |  |                                           |  |  |                                 |  |
|                                            |                            | 11. Girolama Mazzarini                | 22. Pietro Mazzarino             |  |  |       |  |  |                                           |  |  |                                 |  |
|                                            |                            | 11. Girolama Mazzarini                | 23. Ortensia Bufalini            |  |  |       |  |  |                                           |  |  |                                 |  |
| 1. Anne-Marie-Louise de La Tour d'Auvergne |                            | 11. Girolama Mazzarini                |                                  |  |  |       |  |  |                                           |  |  |                                 |  |
|                                            | 12. Edmé Claude de Simiane | 24. Bertrand de Simiane               |                                  |  |  |       |  |  |                                           |  |  |                                 |  |
|                                            | 12. Edmé Claude de Simiane | 24. Bertrand de Simiane               |                                  |  |  |       |  |  |                                           |  |  |                                 |  |
|                                            | 12. Edmé Claude de Simiane | 25. Louise de Malain                  |                                  |  |  |       |  |  |                                           |  |  |                                 |  |
| 6. François Louis Claude de Simiane        | 12. Edmé Claude de Simiane |                                       |                                  |  |  |       |  |  |                                           |  |  |                                 |  |
|                                            |                            | 13. Anne Claudine Renée de Ligneville | 26. Ferry IV de Ligneville       |  |  |       |  |  |                                           |  |  |                                 |  |
|                                            |                            | 13. Anne Claudine Renée de Ligneville | 26. Ferry IV de Ligneville       |  |  |       |  |  |                                           |  |  |                                 |  |
|                                            |                            | 13. Anne Claudine Renée de Ligneville | 27. Marie de Choiseul            |  |  |       |  |  |                                           |  |  |                                 |  |
| 3. Anne Marie Christiane de Simiane        |                            | 13. Anne Claudine Renée de Ligneville |                                  |  |  |       |  |  |                                           |  |  |                                 |  |
|                                            |                            | 14. François de Simiane               | 28. Guillaume de Simiane         |  |  |       |  |  |                                           |  |  |                                 |  |
|                                            |                            | 14. François de Simiane               | 28. Guillaume de Simiane         |  |  |       |  |  |                                           |  |  |                                 |  |
|                                            |                            | 14. François de Simiane               | 29. Gabrielle de Pontevès Carcès |  |  |       |  |  |                                           |  |  |                                 |  |
| 7. Anne Marie Thérèse de Simiane           |                            | 14. François de Simiane               |                                  |  |  |       |  |  |                                           |  |  |                                 |  |
|                                            |                            | 15. Anne d'Escoubleau                 | 30. Pierre d'Escoubleau          |  |  |       |  |  |                                           |  |  |                                 |  |
|                                            |                            | 15. Anne d'Escoubleau                 | 30. Pierre d'Escoubleau          |  |  |       |  |  |                                           |  |  |                                 |  |
|                                            |                            | 15. Anne d'Escoubleau                 | 31. Antoinette d'Avaugour        |  |  |       |  |  |                                           |  |  |                                 |  |
|                                            |                            | 15. Anne d'Escoubleau                 |                                  |  |  |       |  |  |                                           |  |  |                                 |  |